# Vinicio Gómez
Carlos Vinicio Gómez Ruiz (23 de octubre de 1961 - 27 de junio de 2008) fue un político guatemalteco que ocupó el cargo de ministro de Gobernación durante el mandato presidencial de Álvaro Colom.

## Carrera
Vinicio Gómez estudió Odontología en la Universidad de San Carlos de Guatemala. A fines de los años 1980 inició su carrera dentro de las fuerzas de seguridad de su país. Se graduó como inspector general de la Policía Nacional de Guatemala y luego como subdirector de la Guardia de Honor. Ambos cuerpos de seguridad desaparecieron tras los acuerdos de paz suscritos en 1996 entre el gobierno y la antigua guerrilla izquierdista, con los que se puso fin a la guerra civil que vivió este país entre 1960 y 1996.
Se dedicó a especializarse en materias de seguridad pública, combate al crimen organizado y al narcotráfico en varias instituciones académicas de Estados Unidos, Chile y España. A principios de los años 2000, asesoró al fiscal general Hugo Pérez Aguilera y encabezó los equipos de investigación criminalística del Ministerio Público. Posteriormente dirigió el departamento de seguridad de un banco local hasta marzo de 2007. En esa fecha, convocado por el presidente Óscar Berger, pasó a ocupar el cargo de Viceministro de Seguridad. El 15 de enero de 2008, el presidente Álvaro Colom lo convocó como Ministro de Gobernación.

## Fallecimiento
Gómez murió en un accidente luego que el helicóptero en que se movilizaba se estrellara en el departamento central de Baja Verapaz junto a su viceministro Edgar Hernández y los dos pilotos de la aeronave. Las autoridades perdieron contacto por radio con el helicóptero a las 13:08 hora local (19:08 GMT) el viernes 27 de junio de 2008. La nave se declaró desaparecida mientras se desplazaba por Alta Verapaz en dirección a la Ciudad de Guatemala desde la zona norteña de Petén, pero luego fue hallada en el municipio de Purulhá, a unos 75 km de la cabecera departamental de Salamá. Se cree que las malas condiciones meteorológicas fueron las causantes del accidente.
Tras enterarse de los sucesos, el presidente Álvaro Colom volvió al país desde la cumbre México–América Central en Villahermosa, Tabasco, y decretó tres días de luto nacional. Asimismo, a ambos funcionarios de gobierno fallecidos se les otorgó de forma póstuma la Medalla Presidencial al Mérito.
Actualmente la Academia de la Policía Nacional Civil lleva su nombre oficialmente se llama Academia de Policía Nacional Civil «Dr. Carlos Vinicio Gómez Ruiz»